# Опен Воргорда TTT
Опен Воргорда TTT (швед. Open de Suède Vårgårda TTT) — шоссейная однодневная велогонка, проходящая по территории Швеции с 2008 года.

## История
В 2006 году в Воргорде была создана гонка Опен Воргорда RR. Через два года после этого в 2008 году появилась данная гонка и стала проводиться в формате командной гонки. Она сразу вошла в календарь Женского мирового шоссейного кубка UCI в котором проводилась до упразднения Кубка в 2015 году, а также стала второй в его календаре в формате командной гонке после Ледис Голден Хоур.
После упразднения Кубка мира в 2016 году вошла в календарь только что созданного созданного Женского мирового тура UCI.
В 2019 году возник план объединить с 2021 года обе Воргордские гонки вместе с Женским Туром Норвегии в десятидневную гонку Битва за Север которая должна проходить по территории скандинавских стран Дании, Швеции и Норвегии. В 2021 году Воргорда отказался от этого плана, и обе её гонки продолжали существовать независимо друг от друга.
В 2020 году гонка была отменена из-за пандемии COVID-19. А в 2021 году не состоялась из-за финансовых проблем.
Обе Воргордовские гонки проводятся с интервалом в два дня, но в произвольном порядке. Так как обе гонки имеют одинаковое название для их различия в конце названия добавляют английскую аббревиатуру их форматов: RR (англ. Road Race) — групповая гонка и TTT (англ. Team Time Trial) — командная гонка.

## Маршрут

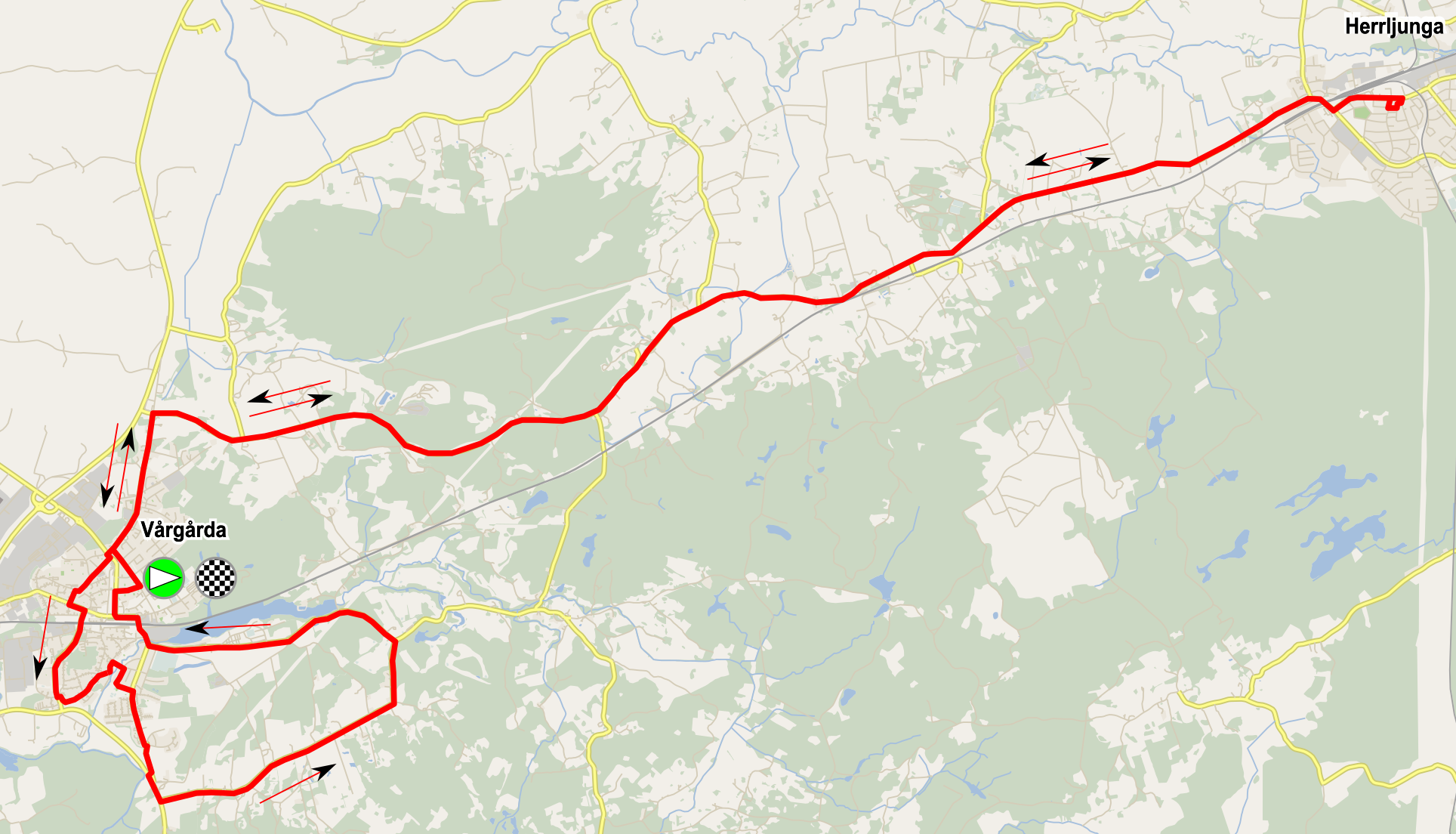
Маршрут гонки с 2009 по 2018 год

Гонка стартует и финиширует в Воргорде на родине братьев Петтерсон. После старта маршрут следует в Херрьюнга где происходит разворот на 180 градусов и возвращение прежней дорогой в Воргорду. Вернувшись в Воргорду следует круг в окрестностях города.
В 2008 году круг по городу был небольшой, а дистанция гонки составила 32 км.  С 2009 по 2018 год городской круг соответствовал основному кругу гонки Опен Воргорда RR и включал в себя извилистые и сужающиеся дороги, крутые повороты, постоянные неровности и один короткий, но крутой подъём, а дистанция была от 41 до 43 км. В 2019 году круг по городу снова уменьшился, а дистанция сократилась до 35,6 км.

## Призёры
| Год  | Победитель            | Второй               | Третий                         |          |
| ---- | --------------------- | -------------------- | ------------------------------ | -------- |
| 2008 | Cervélo Lifeforce     | Columbia Women       | Equipe Nürnberger Versicherung |          |
| 2009 | Cervélo TestTeam      | Columbia-HTC Women   | Flexpoint                      |          |
| 2010 | Cervélo TestTeam      | HTC-Columbia Women   | Nederland Bloeit               |          |
| 2011 | HTC-Highroad Women    | AA Drink-leontien.nl | Garmin-Cervélo                 |          |
| 2012 | Specialized-Lululemon | Orica-AIS            | Rabobank Women                 |          |
| 2013 | Specialized-Lululemon | Rabo Women           | Orica-AIS                      |          |
| 2014 | Specialized-Lululemon | Rabo Liv Women       | Boels Dolmans                  |          |
| 2015 | Rabo Liv Women        | Velocio-SRAM         | Boels Dolmans                  |          |
| 2016 | Boels Dolmans         | Cervélo Bigla        | Rabo Liv Women                 |          |
| 2017 | Boels Dolmans         | Cervélo Bigla        | Canyon Sram Racing             |          |
| 2018 | Boels Dolmans         | Sunweb               | Cervélo Bigla                  |          |
| 2019 | Trek-Segafredo        | Canyon-SRAM Racing   | Sunweb Women                   |          |
| 2020 | отменено              | отменено             | отменено                       | отменено |
| 2021 | отменено              | отменено             | отменено                       | отменено |
| 2022 | Trek-Segafredo        | SD Worx              | Team DSM                       |          |
| 2023 | отменено              | отменено             | отменено                       | отменено |